# Lenguas tunguses
Las lenguas tunguses (o lenguas manchú-tunguses) son un grupo de lenguas habladas en el este de Siberia y Manchuria.

## Clasificación interna
Las lenguas tunguses se dividen en dos grupos:
- Septentrional
  - Idioma evenki (nombre obsoleto: tungús), hablado por los evenks en Siberia Central, Mongolia y China
  - Idioma even (nombre obsoleto: lamut) de Siberia Oriental.

- Meridional
  - Idioma manchú hablado en Manchuria (nordeste de China), que es la única lengua tungús con forma literaria desde el siglo XVII e historia escrita. El manchú incluye el dialecto sibe o xibe hablado hoy en día por el grupo étnico de los xibe en la Región Autónoma Uigur de Sinkiang.
    - La antigua lengua yurchen

  - Los dialectos del río Amur, que incluyen el nanai o goldi, el oroch, etc.

## Características comunes
Las lenguas tunguses fonéticamente recuerdan al grupo de lenguas altaicas (familia túrquica y mongólica) y presentan vocales redondeadas que participan en procesos fonológicos de sinarmonía vocálica. Desde el punto de vista gramatical son lenguas aglutinantes de núcleo final.

### Comparación léxica
Los numerales en diferentes lenguas tunguses:
| GLOSA | Tungús septentrional | Tungús septentrional | Tungús septentrional | Tungús septentrional | Tungús sureste | Tungús sureste | Tungús sureste | Tungús sureste | Tungús suroeste | Tungús suroeste | Tungús suroeste | PROTO- TUNGÚS     |
| GLOSA | Even                 | Evenki               | Negidal              | Oroqen               | Udihe          | Orochi         | Orok           | Ulcha          | Hezhen          | Manchú          | Xibe            | PROTO- TUNGÚS     |
| ----- | -------------------- | -------------------- | -------------------- | -------------------- | -------------- | -------------- | -------------- | -------------- | --------------- | --------------- | --------------- | ----------------- |
| '1'   | ɵmen                 | əmun                 | ɵmɵn                 | umun                 | omo            | omoː           | geːda          | umu            | əmkən           | əmkən           | əmkən           | *əmu-             |
| '2'   | dʒɵ:r                | dʒuːr                | dʒuːl                | dʒuːr                | dʒuː           | dʒuː           | duː            | dʒuəl          | dʐuru           | dʂo             | dʐu             | *dʐubə(r)         |
| '3'   | ɪlan                 | ɪlan                 | ilan                 | ilan                 | ila            | ila            | ila            | ila            | ilan            | ilɑn            | ilan            | *ilan             |
| '4'   | digen                | dijin                | diɣin                | dijin                | diː            | diː            | dʒin           | dui            | dujin           | duin            | dujin           | *dügin            |
| '5'   | tunŋan               | tʊŋŋa                | toɲŋa                | tʊŋŋa                | tuŋa           | tuŋa           | tunda          | tuɲdʒa         | sundʑa          | sundʑɑ          | sundʐa          | *tuɲga            |
| '6'   | ɲuŋen                | niŋun                | ɲuŋun                | ɲuŋun                | ɲuŋu           | ɲuŋu           | nuŋu           | ɲuŋgu          | niŋun           | nyŋŋun          | niŋun           | *ɲuŋun            |
| '7'   | nadan                | nadan                | nadan                | nadan                | nada           | nada           | nada           | nada           | nadan           | nɑdən           | nadən           | *nadan            |
| '8'   | dʒapkan              | dʒaxʊn               | dʒapkun              | dʒapkʊn              | dʒapu          | dʒakpu         | dʒappu         | dʒakpu         | dʐaqun          | dʐoqoŋ          | dʐaqun          | *dʐakpun *dʐapkun |
| '9'   | ujun                 | jəjin                | ijəɣin               | jəjin                | jəji           | xuju           | xuju           | xuji           | ujyn            | ujyn            | ujin            | *xegün            |
| '10'  | mɪan                 | dʒaːn                | dʒaːn                | dʒaːn                | dʒaː           | dʒaː           | dʒoːn          | dʒua           | dʐuan           | dʐuɑn           | dʐuan           | *dʐuban           |

## Relaciones con otras lenguas
El tungúsico se considera hoy en día una familia lingüística primaria. Especialmente en el pasado, algunos lingüistas han relacionado el tungúsico con las lenguas turcas y mongólicas de la familia lingüística altaica. Sin embargo, aún no se ha demostrado la existencia de un vínculo genético, en lugar de un vínculo areal. Otros han sugerido que las lenguas tungúsicas pueden estar relacionadas (quizás como un grupo externo parafilético) con las lenguas coreanas, japonesas o ainu también (ver Macro-Tungúsico).
En 2017, Martine Robbeets volvió a proponer un vínculo con las lenguas turcas y mongólicas en su "familia transeurásica" (otro nombre para el macroaltaico). Según Robbeets, el tungúsico es el más cercano a las lenguas mongólicas. La evidencia de esta propuesta ha sido criticada por Tian. et al.
A pesar de algunas similitudes entre las lenguas tungúsicas y coreanas, Alexander Vovin (2013) considera que el tungúsico y el coreano son grupos lingüísticos separados y sin relación entre sí que comparten puntos comunes areales más que genéticos a través de la influencia mutua de Goguryeo y Jurchen entre sí.
Algunos estudiosos consideran que la lengua de los ávaros en Europa que creó el kaganato ávaro es de origen tungúsico.